# Welden (Bavière)
Pour les articles homonymes, voir Welden.
Welden est une ville-marché (Markt) allemande de Bavière, située dans l'arrondissement d'Augsbourg et le district de Souabe.

## Géographie

Situation de Welden dans l'arrondissement d'Augsbourg

Welden est située au centre du Parc naturel d'Augsbourg-Wetsliche Wälder, à 25 km au nord-ouest d'Augsbourg, sur la rivière Laugna, sous-affluent du Danube par la Zusam. La ville est le siège de la communauté d'administration de Welden qui regroupe depuis le 1er mai 1978 les communes de Welden, Bonstetten, Emersacker et Heretsried et qui comptait en 2006 7 340 habitants pour une superficie de 53,75 km2.
Communes limitrophes (en commençant par le nord et dans le sens des aiguilles d'une montre): Emersacker, Bonstetten, Adelsried, Zusmarshausen et Altenmünster.

## Histoire
La première mention écrite de Welden date de 1156 sous le nom de Waeldiu. Le village a appartenu aux seigneurs locaux qui dépendaient des margraves de Burgau. Welden obtient le statut de marché en 1402 et, en 1597, elle est achetée par les Fugger, qui la possèderont jusqu'en 1764.
En 1806, Welden est intégrée au royaume de Bavière et à l'arrondissement de Zusmarshausen jusqu'à la disparition de celui-ci en 1929.
De 1903 à 1986, Welden a été reliée par une ligne locale de chemin de fer à la ville d'Augsbourg.
En 1978, la commune de Reutern et le village d'Ehgatten (commune de Streitheim) ont été incorporés au territoire de Welden.

## Démographie
| 1840  | 1871  | 1900  | 1910  | 1925  | 1933  | 1939  | 1950  | 1961  |
| ----- | ----- | ----- | ----- | ----- | ----- | ----- | ----- | ----- |
| 1 123 | 1 125 | 1 040 | 1 198 | 1 377 | 1 389 | 1 539 | 2 313 | 2 344 |

| 1970  | 1987  | 2000  | 2005  | 2009  | - | - | - | - |
| ----- | ----- | ----- | ----- | ----- | - | - | - | - |
| 2 765 | 2 961 | 3 559 | 3 633 | 3 621 | - | - | - | - |

## Monuments
- Église Sainte-Thècle de Welden, de style rococo.